# Omã nos Jogos Olímpicos de Verão de 2008
Omã participou dos Jogos Olímpicos de Verão de 2008, em Pequim, na China. O país estreou nos Jogos em 1984 e esta foi sua sétima participação.

## Desempenho

### Atletismo
| Abdullah Al-Sooli   | 100 m masculino | 10.53 | 48º | Não avançou | Não avançou | Não avançou | Não avançou | Não avançou | Não avançou | Não avançou | Não avançou |
| Buthaina Al-Yaqoubi | 100 m feminino  | 13.90 | 82º | Não avançou | Não avançou | Não avançou | Não avançou | Não avançou | Não avançou | Não avançou | Não avançou |

### Natação
| Atleta            | Prova                 | Elim.   | Elim. | Semifinal   | Semifinal   | Final       | Final       |
| Atleta            | Prova                 | Tempo   | Pos.  | Tempo       | Pos.        | Tempo       | Pos.        |
| ----------------- | --------------------- | ------- | ----- | ----------- | ----------- | ----------- | ----------- |
| Mohammed Al-Habsi | 100 m peito masculino | 1:12.28 | 62º   | Não avançou | Não avançou | Não avançou | Não avançou |

### Tiro
Masculino
| Atleta         | Prova                 | Qual.  | Qual. | Final       | Final       |
| Atleta         | Prova                 | Escore | Pos.  | Escore      | Pos.        |
| -------------- | --------------------- | ------ | ----- | ----------- | ----------- |
| Dad Al-Balushi | Carabina deitado 50 m | 582    | 51º   | Não avançou | Não avançou |